# Indiscreet (pel·lícula de 1958)
Indiscreet és una pel·lícula de comèdia romàntica britànica de 1958 produïda i dirigida per Stanley Donen i protagonitzada per Ingrid Bergman i Cary Grant.
La pel·lícula està basada en l'obra Kind Sir (Amable senyor) de Norman Krasna. Aquesta va ser la segona pel·lícula de Bergman i Grant junts, després de Notorious (1946) d'Alfred Hitchcock. Va ser una de les primeres pel·lícules que va popularitzar l'ús artístic de les pantalles dividides. La pel·lícula va ser refeta per a televisió el 1988 protagonitzada per Robert Wagner i Lesley-Anne Down.

## Argument
Anna Kalman és una famosa actriu de teatre amb seu a Londres que ha perdut l'esperança de trobar l'home dels seus somnis. A través del seu cunyat, Alfred Munson, l'Anna coneix Philip Adams, un atractiu economista, i de seguida s'enamora d'ell.
L'Anna convida en Felip a anar al ballet, però ell es resisteix, assenyalant educadament que està casat. Philip afegeix que està separat i no pot divorciar-se de la seva dona. Sense desanimar-se, l'Anna torna a preguntar i Philip accepta.
Congenien en la seva primera cita i es continuen veient amb freqüència. Aviat, s'enamoren. La germana de l'Anna, Margaret, l'adverteix contra ell, però Anna rebutja el suggeriment.
A mesura que floreix el seu romanç, Philip rep un avís de trasllat temporal a Nova York pel seu treball a l'OTAN, que angoixa molt l'Anna, ja que els mantindrà separats durant cinc mesos.
El dia abans que Philip estigui programat per navegar, l'Alfred revela que sap que Philip és solter i li pregunta per què va mantenir aquest secret. Philip revela que és contrari a la idea del matrimoni, però que no pot renunciar a les dones. Philip assegura a Alfred que estima sincerament l'Anna. També diu que té previst sorprendre l'Anna l'endemà, el dia del seu aniversari.
L'Anna diu a l'Alfred i a la Margaret que planeja anar a Nova York per sorprendre en Philip. Per desanimar-la, Alfred revela el pla de Philip. Margaret complica la situació en revelar que Philip no és casat. L'Anna està furiosa en assabentar-se d'això, però decideix continuar com si res, formant en secret un pla contra ell.

## Repartiment principal

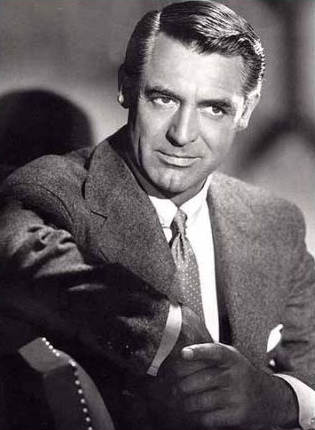
Cary Grant, foto promocional per a la pel·lícula.

- Cary Grant - Philip Adams
- Ingrid Bergman - Anna Kalman
- Cecil Parker - Alfred Munson
- Phyllis Calvert - Margaret Munson
- David Kossoff - Carl Banks
- Megs Jenkins - Doris Banks

## Producció
Cap estudi de cinema va demanar els drets de l'obra Kind Sir, de manera que els coproductors de Norman Krasna -Josué Logan, Mary Martin i Charles Boyer- van acceptar l'oferta de Krasna de comprar els drets ell mateix per 10.000 dòlars. Krasna no va dir als seus companys productors que havia contractat Cary Grant i Ingrid Bergman per protagonitzar una pel·lícula.
El març de 1955 United Artists va anunciar que Krasna dirigiria una versió cinematogràfica per a aquest estudi. Originalment es va anunciar que la pel·lícula es faria amb Marilyn Monroe o Jayne Mansfield, i amb Clark Gable com a estrella masculina.
Krasna va preguntar a Stanley Donen si volia dirigir mentre aquest últim feia Kiss Them for Me amb Grant. Donen va estar d'acord "però només amb Cary". Grant va acceptar, però només si la seva coprotagonista era Ingrid Bergman, amb qui havia actuat per última vegada a Notorious el 1946. Bergman va acceptar sempre que la pel·lícula es pogués rodar a Anglaterra; tenia un compromís amb el teatre a París. Krasna va acceptar fer els canvis d'escenari. Donen i Grant van formar junts una companyia, Grandon Productions, per fer la pel·lícula. El setembre de 1957, Bergman va anunciar que ella i Grant protagonitzarien la pel·lícula per a Warners.
Les escenes del Players' Club es van filmar al Garrick Club de Londres. El club va acceptar deixar-los filmar allà però no utilitzar el seu nom.

## Recepció

### Taquilla
La pel·lícula es va classificar entre els 10 millors èxits de taquilla britànic en termes de beneficis bruts el 1958. Kinematograph Weekly el va enumerar com a "rendible" en la taquilla britànica el 1958. A Amèrica del Nord va guanyar 3,6 milions de dòlars.
Va ser popular i valorada positivament. Logan va veure la pel·lícula esperant trobar-la diferent de l'obra i es va sorprendre de trobar-la "textual" com Kind Sir. "L'escriptura de Krasna i el meu gust estaven més que reivindicats", va dir Logan. "Si hagués estat bé [per dirigir l'obra] hauria estat una altra història".

## Reconeixements
Indiscreet va ser nominada a tres Globus d'Or, dos BAFTA i un premi del Sindicat d'Escriptors d'Amèrica, però no va guanyar cap d'ells.
La pel·lícula està reconeguda per l'American Film Institute en aquesta llistes:
- 2002: AFI's 100 Years...100 Passions (100 anys d'AFI... 100 passions) – Nominada[9]

## Remake televisiu de 1988
La pel·lícula va ser refeta com una pel·lícula de televisió de 1988. Va ser anunciat el març de 1987 com a vehicle de Robert Wagner. Wagner va presentar la idea a CBS perquè li encantava l'original. El càsting de Lesley-Anne Down es va anunciar el febrer de 1988. El rodatge havia de començar el febrer de 1988, però es va retardar a mitjans d'abril i va acabar al maig.